# Bernd Drouven

Bernd Drouven mit Angela Merkel, Ole von Beust und Annette Schavan (2008)

Bernd Drouven (* 19. September 1955 in Frankfurt am Main) ist ein deutscher Manager. Er ist seit Mai 2018 im Aufsichtsrat der Salzgitter AG.

## Biographie
Bernd Drouven erhielt im Jahre 1974 am Albertus-Magnus-Gymnasium in Bensberg sein Abitur. Anschließend studierte er von 1974 bis 1979 an der RWTH Aachen und erhielt 1979 sein Diplom in der Fachrichtung Metallhüttenkunde und Elektrometallurgie. Danach setzte Drouven seine Ausbildung an der Carnegie-Mellon University in Pittsburgh (Pennsylvania) in den USA fort und promovierte dort im September 1982 im Department Metallurgical Engineering and Materials Science.
Seine berufliche Laufbahn begann im Oktober 1982 bei der Preussag AG Metall, wo er fünf Jahre lang im Geschäftsbereich Hütten beschäftigt war. Von 1987 an war Drouven elf Jahre lang als Geschäftsführer in unterschiedlichen Gesellschaften der Degussa AG tätig (1988 als General Manager der IC Metals Division In Singapur, von 1988 bis 1991 bei der Demetron Gesellschaft für Elektronikwerkstoffe mbH Geschäftsführer). Von 1991 bis 1998 wirkte Drouven bei Leybold Materials GmbH als Geschäftsführer mit weltweiter Verantwortung im Leyboldkonzern für Dünnschichtmaterialien. Im Jahre 1998 wechselte er zur Possehl Besi Electronics N.V. als Member of the Board und übernahm die Leitung der Possehl Besi Electronics N.V. ab 2000 als Chairman of the Board. Seit 2001 war Drouven bei der Aurubis AG, wo er zuerst als Geschäftsführer der Spiess-Urania Chemicals GmbH in Hamburg tätig war und ab Anfang 2004 zum Leiter der Strategischen Planung / Internationale Beziehungen der Aurubis AG ernannt wurde. Im Jahr 2006 wurde er in den Vorstand des Unternehmens zum Finanzvorstand der Aurubis AG (damals Norddeutschen Affinerie) und am 16. Januar 2008 bis Dezember 2011 vom Aufsichtsrat zum Vorstandsvorsitzenden bestellt wurde. Diesen Posten gab er zum Ende des Jahres 2011 auf eigenen Wunsch ab. Von 2013 bis 2018 war er im Aufsichtsrat der Aurubis, wobei er von November 2014 bis Oktober 2015 nochmal vom Aufsichtsrat als Vorstandsvorsitzender in die Aurubis AG entsendet wurde.
Drouven ist mit einer US-Amerikanerin verheiratet und hat mit ihr zwei Söhne. In seiner Freizeit segelt er.